# Росс, Джон Кэмпбелл
Джон Кэмпбелл «Джек» Росс (англ. John Campbell "Jack" Ross; 11 марта 1899, Ньютаун, штат Виктория, Австралия — 3 июня 2009, Бендиго, штат Виктория, Австралия) — австралийский долгожитель (прожил 110 лет и 84 дня), старейший австралийский ветеран Первой мировой войны.

## Биография

### Служба в армии
Родился в штате Виктория в местечке Ньютаун (район Джилонг). Служил оператором беспроводной связи в Австралийских имперских силах с января 1918 года в Первой мировой войне, но не покидал пределов Австралии и не отправлялся на фронт. Во время Второй мировой войны служил в 20-м батальоне Добровольческого корпуса обороны, имел звание капрала. Работал в компании Victorian Railways до 1964 года, после вышел на пенсию.

### Семья
Жена — Айрини Лэрд, умерла за несколько десятилетий до кончины мужа. В браке родились сын Роберт и дочь Пегги Эшбёрн. Внуки и внучки: Жанетт, Хэзер, Кэй, Джон. Девять правнуков.

### Почести
11 ноября 1998 Росс был награждён медалью 80-летия Компьенского перемирия, ознаменовавшего конец Первой мировой войны. В 2001 году он был награждён австралийской Медалью века за свой вклад в развитие австралийского общества (к 100-летию со дня преобразования Австралии в федерацию). В октябре 2005 года после кончины Уильяма Аллана Росс стал последним живым австралийским солдатом-ветераном Первой мировой войны (не считая уроженца Великобритании Клода Шулза, проживавшего в Западной Австралии). 12 июня 2007 Росс стал самым пожилым мужчиной Австралии после смерти Фрэнка Скаррабелотти, а после кончины 112-летней Эмили Беатрис Райли стал старейшим верифицированным жителем Австралии.
Своё 110-летие Джек Росс отметил, получив в подарок шоколадный торт и благодарственное письмо от премьер-министра Австралии Кевина Радда.

## Смерть
Джек Росс скончался 3 июня 2009 в доме престарелых «Голден Оукс» во сне в 4 часа утра в возрасте 110 лет и 84 дней.